# 李正天
李正天（1942年12月24日—），土家族，山東臨沂人，中国廣州當代藝術作家，李一哲事件中的主要人物之一。

## 生平
李正天在1942年12月24日生於中華民國湖北省恩施縣。
文革爆发时，李正天為广州美术学院四年级学生。1967年3月，李正天反对军队镇压造反派，成为广州红色造反司令部呐喊兵团的头目，写过一张大字报《炮打黄永胜是对他最大的挽救》。1968年8月，李正天被当局从武汉抓回广州，以“清理阶级队伍”名义关入监狱，他开始关注法治。1972年，他被放回廣東人民藝術學院（前身：广州美术学院）监督劳动，但不予毕业分配。
1973年底，有传闻四届人大即将召开，李正天和郭鸿志等人写了《关于社会主义的民主与法制》的稿子，曾上書毛澤東但失敗。1974年11月10日，李正天與陳一陽、王希哲以“李一哲”為筆名合著一張大字報《关于社会主义的民主与法制》，並在廣東廣州的鬧市公開作貼，轰动广州。李正天後來受到批斗和被判入獄。1979年2月6日，李一哲事件由廣東省委書記习仲勋主導下公開平反。
平反後，李正天以個人名義發表哲學著作《廣義本體論》《共和論》《先定判斷批判》《民族心理必須更新》和《第四產業論綱》等。而藝術創作油畫具哲學思想，如《生命九章》、肖像、抽象系列等。
李正天是2005年世界博覽會中國館方案的形象作者。他曾任廣州美術學院導師，美學、素描和研究生論文答辯委員會委員，兼中國管理科學研究院教授。